# Pseudorhipsalis
Pseudorhipsalis Britton & Rose – rodzaj sukulentów z rodziny kaktusowatych. Gatunki z tego rodzaju pochodzą z Belize, Boliwii, Brazylii, Ekwadoru, Gwatemali, Hondurasu, Jamajki, Kolumbii, Kostaryki, Nikaragui, Meksyku, Salvadoru i Wenezueli. Gatunkiem typowym jest P. alata (Swartz) Britton & Rose.

## Systematyka
Pozycja systematyczna według APweb (aktualizowany system APG III z 2009)
Należy do rodziny kaktusowatych (Cactaceae) Juss., która jest jednym z kladów w obrębie rzędu goździkowców (Caryophyllales)  i klasy roślin okrytonasiennych. W obrębie kaktusowatych należy do plemienia Hylocereeae, podrodziny Cacteoideae.
Pozycja w systemie Reveala (1993-1999)
Gromada okrytonasienne (Magnoliophyta Cronquist), podgromada Magnoliophytina Frohne & U. Jensen ex Reveal, klasa Rosopsida Batsch, podklasa goździkowe (Caryophyllidae Takht.), nadrząd  Caryophyllanae Takht.,  rząd goździkowce (Caryophyllales Perleb), podrząd Cactineae Bessey in C.K. Adams, rodzina kaktusowate (Cactaceae Juss.), rodzaj Pseudorhipsalis Britton & Rose. 
Gatunki
- Pseudorhipsalis acuminata Cufod.
- Pseudorhipsalis alata (Sw.) Britton & Rose
- Pseudorhipsalis amazonica (K.Schum.) Ralf Bauer
- Pseudorhipsalis himantoclada (Rol.-Goss.) Britton & Rose
- Pseudorhipsalis lankesteri (Kimnach) Barthlott
- Pseudorhipsalis ramulosa (Salm-Dyck) Barthlott